# Catocala seminigra
Catocala seminigra är en fjärilsart som beskrevs av W. Warren 1913. Catocala seminigra ingår i släktet Catocala och familjen nattflyn. Inga underarter finns listade i Catalogue of Life.